# Traján (Bákó megye)
Traján (Újfalu, románul: Traian) település Romániában, Moldvában, Bákó megyében.

## Fekvése
Bogdanest és Prezest mellett fekvő település.

## Leírása
Újfalu (Traian) az északi csángó falvak közé tartozik. Hat település tartozik hozzá, melyek közül kettő, Bogdanest (Bogdănesti) és Prezest (Prăjesti) csángó eredetű.
1930-ban 1658 lakosa volt, ebből 680 volt római katolikus, és 2 vallotta magát magyarnak.
Az 1992 évi népszámláláskor 1045 lakosából 972 volt katolikus és 300 ismerte a magyar nyelvet.